# 新末後漢初
新末後漢初（しんまつごかんしょ）は、中国で新朝（8年 - 23年）が滅びて光武帝により後漢（25年 - 220年）が勃興するまでの便宜的な時代区分。中国においてはこの時期の中央政権である王莽の政権を指して「莽新」、劉玄の政権を指して「玄漢」とも呼ぶ。

## 王莽の政治
前漢から簒奪して帝位についた王莽は、儒学の急進的な復古主義学派である公羊学に基づき、周代の井田法の復活という名の元、全国の耕地を全て国有として没収し、また貨幣を新たに改鋳するなどの政策を打ち出した。しかしこれらの政策は当時の社会状況を無視したものであり、貨幣の度重なる改鋳は経済を混乱させ、農民たちの生活を苦しいものに変貌させて行った。また地方に広い土地を所有する豪族たちの利益もこれらの改革によって損なわれ、その政権の求心力は急速に低下する。
また外交政策でも過激な華夷思想から、匈奴や高句麗に渡していた王号を取り上げて、「降奴服于」「下句麗侯」などという称号を押し付けて怒りを買い、離反を招いた。

## 新の崩壊
その後も新王朝の失政が続き、遂には各地にて農民反乱が続出する事態となった。その嚆矢となったのが琅邪郡海曲県（現在の山東省日照市東港区）の呂母と言う老婆である。彼女の息子は県庁に勤めていたが、些細なことで県宰（県長官）により捕らえられて死刑に処された。17年、これを恨んだ呂母は金を使って人を集めて、海上にて集結し県宰を襲って殺した。本懐を遂げた呂母は没するが、一度集められた雑軍たちは解散するわけにはいかず、樊崇といった者たちを首領として山東各地の流民たちを吸収して赤眉軍となる。この集団は敵と味方の区別のために眉毛に赤い染料を塗ったことから、こう呼ばれるようになった。
一方、呂母の乱の少し後に王匡・王鳳と言ったものたちが緑林山（現在の湖北省荊門市京山市）を根拠として農民を吸収して反乱軍を指揮した。こちらは緑林軍と呼ばれる。しかしこの軍の内部で疫病が流行したために一つの所にいることが出来なくなり、21年には分裂し、片方は南下して下江軍と呼ばれるようになり、もう片方は北上して南陽に入った。こちらは新市軍と呼ばれるようになる。この時に新市軍に参加した若者の中には後の光武帝となる前漢の景帝の末裔である劉秀とその兄の劉縯がいる。分裂した緑林軍は再び合流して、23年に同じく景帝の末裔である劉玄を擁立し、元号を新しくして更始とし、劉玄は皇帝となった。これ以後の劉玄は更始帝と呼ばれる。
王莽はこれらの反乱軍に対して討伐軍を送る。しかし22年に廉丹と王匡（緑林軍の王匡とは別人）を将軍とする討伐軍は赤眉軍に敗れ、さらに大軍を動員して緑林軍の重要拠点である昆陽を包囲するも、兵力に大差があるにもかかわらず城を守る劉秀らの奮戦によって撃退される。反乱軍の勢いを止める術はもはやなく、万策尽きた王莽は臣下にも背かれ、翌23年には更始帝の軍勢が長安に入城、王莽はその混乱の最中で杜呉という商人に殺され、新は一代限りで滅びた。

## 後漢の成立
長安入城後の更始帝はすぐさま奢侈な宮廷生活に染まり、即位の朝政を義父の趙萌に一任してその専権を放任するようになり、さらには無実の罪で臣下を粛清するなど堕落した政治をするようになる。当初服属を約束した赤眉軍もこの有様を見て離反し、新たに皇帝として同じく前漢皇族の劉盆子を擁立する。
その頃の劉秀は、更始帝によって邯鄲で皇帝を僭称した王郎の討伐を命じられ、軍を率いて黄河の北の地に赴き、冀州および楽浪郡を除く幽州を平定して己の勢力基盤とした。翌25年に赤眉軍は西進して関中を攻め、腐敗しきっていた更始政権にはもはや抵抗の力がなく、長安は間もなくして陥落し、更始帝は殺害された。しかし長安に入った赤眉軍も数々の掠奪や暴行を犯して人心を失い、やがて長安に長居せずに本拠地の山東に帰還し、代わりに関中に入った劉秀が皇帝に即位して元号を建武とし、洛陽を首都とした。そのまま勢いついた劉秀は27年に最大のライバルである梁王劉永を討ち取り、30年に舒の李憲と楽浪の王調、34年に隴西の隗純といった群雄勢力を制圧し、36年に蜀の地で皇帝を僭称した公孫述を滅ぼして天下を統一した。

## 同時代の勢力一覧
| 国号（通称） | 存続年間 | 本拠地    | 君主      | 滅亡原因                         |
| ------------ | -------- | --------- | --------- | -------------------------------- |
| 漢（玄漢）   | 23〜25年 | 南陽→長安 | 劉玄      | 赤眉軍による侵攻                 |
| 漢（鍾武侯） | 23年     | 汝南      | 劉望      | 玄漢軍による攻撃                 |
| 漢（趙漢）   | 23〜24年 | 邯鄲      | 王郎      | 劉秀軍による攻撃                 |
| 漢（前漢）   | 24〜25年 | 臨涇      | 劉嬰      | 玄漢軍による攻撃                 |
| 漢（赤眉軍） | 25〜27年 | 長安      | 劉盆子    | 劉秀軍に降伏し、解散             |
| 漢（梁）     | 25〜29年 | 睢陽→郯城 | 劉永→劉紆 | 劉秀軍による郯城陥落             |
| 漢（盧漢）   | 25〜36年 | 九原      | 盧芳      | 部将による離反後、匈奴へ亡命     |
| 成家         | 25〜36年 | 成都      | 公孫述    | 劉秀軍による成都包囲を受け、開城 |

| 称号              | 指導者    | 隷属先                       | 存続年間 | 拠点 | 滅亡原因 |
| ----------------- | --------- | ---------------------------- | -------- | ---- | -------- |
| 五威将軍→斉王     | 張歩      | 劉玄→劉永→劉紆               | 22〜29年 | 琅邪 |          |
| 海西王            | 董憲      | 赤眉軍→劉永→劉紆→独立勢力    | 22〜30年 | 東海 |          |
| 楚黎王            | 秦豊      | 王莽→独立勢力                | 21〜29年 | 黎丘 |          |
| 武安王            | 延岑      | 独立勢力→劉玄→秦豊→公孫述    | 26〜36年 | 漢中 |          |
| 掃地大将軍→周成王 | 田戎      | 独立勢力→秦豊→公孫述         | 23〜29年 | 夷陵 |          |
| 燕王              | 彭寵      | 劉玄→劉秀→独立勢力           | 26〜29年 | 漁陽 |          |
| 淮陽王            | 蘇茂      | 劉玄→劉秀→劉永→劉紆→独立勢力 | 26〜29年 | 淮陽 |          |
| 汝陰王            | 劉信      | 劉玄→独立勢力                | 24〜26年 | 豫章 |          |
| 無上大将軍        | 張豊      | 劉秀→独立勢力                | 27〜28年 | 涿郡 |          |
| 郾王              | 尹尊      | 劉玄→独立勢力                | 24〜26年 | 郾   |          |
| 大将軍楽浪太守    | 王調      | 独立勢力                     | 25〜30年 | 楽浪 |          |
| 淮南王→淮南天子   | 李憲      | 王莽→独立勢力                | 23〜30年 | 舒   |          |
| 真定王            | 劉楊      | 王郎→劉秀                    | 23〜26年 | 真定 |          |
| 不明              | 鄧奉      | 劉玄→劉秀→独立勢力           | 26〜27年 | 育陽 |          |
| 不明              | 董訢      | 独立勢力                     | 26〜27年 | 堵郷 |          |
| 不明              | 呂鮪      | 独立勢力→公孫述              | 25〜27年 | 陳倉 |          |
| 西州上将軍        | 隗囂→隗純 | 独立勢力→劉玄→劉秀→公孫述    | 23〜34年 | 隴西 |          |
| 河西五郡大将軍    | 竇融      | 王莽→劉玄→隗囂→劉秀          | 25〜32年 | 河西 |          |
| 厭新将軍          | 劉茂      | 独立勢力→劉秀                | 22〜25年 | 密\| |          |